# Французький жиголо
«Французький жиголо» (фр. Just a Gigolo) — французька комедія від режисера Олів'є Барру, ремейк американського фільму Кена Маріно «Як бути латинським коханцем», в якому в 2017 році зіграли Сальма Гаєк, Евгеніо Дербес і Крістен Белл. Головні ролі у французькій версії виконали Кад Мерад («Лашкаво прошимо», «Хористи»), Анн Шарр'є та Паскаль Елбе («Афера доктора Нока»). Кад Мерад також виступив співавтором сценарію кінокартини. «Французький жиголо» — сьома спільна робота режисера Олів'є Барру і актора Када Мерада. Прем'єра у Франції відбулася 17 квітня 2019 року.

## Сюжет
Зустрічайте чоловіка мрії! Він знає секрети зваблювання і щосили цим користується, щоб жити для свого задоволення. Можливо, досвідчений мачо вже трохи розгубив чарівність, але відмовлятися від розкішного життя не входить в його плани. Застосовуючи весь свій арсенал, він знову готовий повернутися в гру.

## У ролях
| Актор             | Роль    |
| ----------------- | ------- |
| Кад Мерад         | Алекс   |
| Анн Шарр'є        | Сара    |
| Паскаль Елбе      | Даніель |
| Леопольд Моаті    | Г'юго   |
| Тьєррі Лермітт    | Саммі   |
| Анні Дюпере       | Саманта |
| Ліонель Абеланскі | Джилс   |
| Аріель Семенофф   | Деніз   |
| Андреа Ферреоль   | Софія   |

## Виробництво
Зйомки фільму проходили на Лазурному березі Франції, в Ніцці, Каннах, Грасі і Валлорісі.
«Нам знадобилося майже півроку щоденної роботи над сценарієм», — поділився режисер Олів'є Барру в одному з інтерв'ю. Барру попросив Када Мерада набрати 5-6 кг для зйомок, щоб той виглядав більш пафосно і смішно. Мерад виконав прохання друга і, за сумісництвом, колеги.
Продюсерами стрічки виступили Рішар Гранп'єр («Незворотність», «Братство вовка», «Кохання з перешкодами») і Дмитрій Рассам («Маленький принц», «Ім'я», «Вартовий Місяця»).

## Реліз
У Франції дистриб'ютором фільму стала компанія Mars Distribution, в Україні — кінокомпанія Вольга Україна.

## Маркетинг
Перший трейлер фільму «Французький жиголо» з'явився в мережі в кінці квітня, другий — в кінці травня.